# .mz
.mz je vrhovna internetska domena (country code top-level domain - ccTLD) za Mozambik. Domenom upravlja Universidade Eduardo Mondlane.

## Vanjske poveznice
- IANA .mz whois informacija  Arhivirana inačica izvorne stranice od 3. prosinca 2008. (Wayback Machine)